# Bernardino Lonati
Bernardino Lonati (Pavia, 1452 - Bracciano, 8 de agosto de 1497) foi um cardeal do século XV.

## Primeiros anos
Nasceu em Pavia em 1452. Seu sobrenome também está listado como Lunate e como Lunati.

## Vida pregressa
Apostólico protonotário. Criado cardeal por instância do cardeal Ascanio Sforza, de Milão.

## Cardinalato
Criado cardeal-diácono no consistório de 20 de setembro de 1493; recebeu o chapéu vermelho e o título de São Ciríaco nas Termas de Diocleciano, em 23 de setembro de 1493.

## Sacerdócio
Ordenado logo após sua promoção ao cardinalato. Amigo do cardeal Ascanio Sforza, foi um de seus seguidores no conflito com o papa; dirigiu-se ao Palácio Apostólico em 9 de dezembro de 1494 e foi detido; participou do consistório de 11 de dezembro e foi enviado a Ostia; retornou e fez parte da comitiva do rei Carlos VIII da França quando este entrou em Roma em 31 de dezembro de 1494; após o acordo entre o papa e o rei francês em 15 de janeiro de 1495, o cardeal partiu de Roma para Milão junto com o cardeal Sforza; voltou com ele em 21 de fevereiro de 1495. Acompanhou o papa a Orvieto em 27 de maio de 1495 e retornou com ele a Roma em 27 de junho.

## Episcopado
Administrador da Sé de Aquino, de 10 de julho a 13 de novembro de 1495. No consistório de 26 de outubro de 1496, foi nomeado legado para auxiliar o duque de Gandía e Urbino, capitão-geral das tropas papais, na guerra contra os Orsinis, e outros barões que iriam invadir Roma; deixou a cidade com o duque no dia 28 de outubro e participou da ocupação das cidades de Anguillara, Galera, Bassano, SutriCampagnano, Formello, Sacrofano, Cesena, Viana e Bleda.
Morreu em Bracciano em 8 de agosto de 1497, durante o cerco de Bracciano. Suas exéquias foram celebradas em Roma em 23 de agosto de 1497 com a participação do Cardeal Ascanio Sfroza. Sepultado na igreja de S. Maria del Popolo, Roma, num magnífico monumento situado na capela de S. Catarina no transepto esquerdo com a sua efígie e uma inscrição